# Udmark (Sydslesvig)
Udmark (dansk) eller Ohrfeld (tysk) er et gods i det nordlige Tyskland, beliggende ud til Gelting i det østlige Angel i Sydslesvig. Administrativ hører Udmark under Nisvrå kommune i Slesvig-Flensborg Kreds i delstaten Slesvig-Holsten. I kirkelig henseende (og i den danske periode) hører gården til Eskeris Sogn. Tæt på godset ligger landsbyerne Lebæk (Lehbek) og Regelsrød (Regelrott). Den nærliggende kystafsnit ved Gelting Bugt kaldes for Udmarkhav (tysk Ohrfeldhaff). Der er en vandresti mellem godset og stranden ved Udmarkhav. 
Navnet forklares med, at området før har været Rundtofts udmark. På ældre dansk findes også skrivemåden Urmark. Området tilfaldt ved delingen mellem Asmus Rumohrs sønner i 1593 sammen med Dyttebøl Ditlev Rumohr, som også byggede den nuværende gårdbygning. 1767 blev Nisvraagaard aflagt fra Udmark.
Den hvidkalkede hovedbygning er forsynet med tårn og kamtakker.